# إنسان كالاو
إنسان كالاو (بالفلبينية: Taong Callao‏) هو إنسان يُصنف ضمن تصنيف الهومو ويُعتقد أنه شبيه للإنسان، حيث تم العثور على بقاياه في كهف كالاو بالفلبين عام 2007 من قبل أرماند سلفادور ميجاريس؛ وتم في وقت لاحق التحقق منها واكتشافها ثم تحديد لمن تعود.
عموما فالبقايا التي تم العثور عليها كانت عبارة عن مشط قدم يبلغ طوله 61 ميليمتر فقط، ثم تم تأريخها باستخدام التأريخ الإشعاعي ووُجد أنها تعود لحوالي 67.000 سنة.
اعتبارا من يوليو 2010، فإن التصنيف البيولوجي لم يُدرج إنسان كالاو كرجل حيث لم يتم التأكد بعد من هذه الفرضية، خاصة وأن مشط العظام المكتشف يتميز بعظام صغيرة وإصبع وسط طويل نوعا ما في القدم اليمنى؛ لذلك قام العلماء أولا بتحديد نوع الكائن باعتباره قادما من جنس الهومو، ولكنهم فشلوا أو بالأحرى لم يستطيعوا تصنيفه بدقة وذلك نظرا للكم الكبير من المعلومات الناقصة.
وكان العديد من العلماء ومجموعة من وسائل الإعلام العلمية قد رددوا أن إنسان كالاو هو عبارة عن إنسان عاقل متخلف أو ربما إنسان فلوريس لكن أيًّا من هذه الادعاءات لم يتم تأكيدها، خاصة وأن هناك فروق عديدة بين النوعين (بالرغم من نذرة المعلومات حول إنسان كالاو) على مستوى حجم الجمجمة والمواد التي تتكون منها بالإضافة إلى الفك السفلي وتصميمه. واعتبارا من عام 2012، سعى الفريق الذي اكتش العظام للحصول على إذن للبحث عن مزيد من العظام في المنطقة، ولم يتم لحد الساعة (2018) العثور على أي شيء جديد قد يخفف من الغموض الدائر حول إنسان أو رجل كالاو.

## الوصف
على الرغم من أن النظرية الأولى والسائدة حول إنسان كالاو هي هجرته نحو الفلبين قادما من منطقة غير معروفة وذلك من خلال عبوره الجسور اليابسة خلال العصر الجليدي الأخير، إلا أن هذه النظرية لم يتم التأكد من صحتها وبدأت تفقد قليلا من وزنها خاصة بعدما تُؤكد بالاعتماد على قياس الأعماق أن مضيق ميندورو ومضيق سيبيتي كانا مُغلقين تماما ولم تكن هناك فرصة أو طريقة للعبور منهما في تلك الفترة. وبالتالي فإن النظرية السائدة في الوقت الحاضر تقول أن إنسان كالاو ومعاصريه (الذين عاشوا معه في نفس العصر) قد وصلوا إلى الفلبين قادمين من منطقة تُدعى ساندالاند (منطقة جغرافية تقع في جنوب شرق آسيا) بالاعتماد على طوافة.
بالإضافة إلى مشط القدم الذي تم العثور عليه والذي يُشكل الحفرية الأهم في هذا الموضوع؛ فقد تم العثور جنبا إلى جنبا على آثار حيوان مذبوح مما على أن إنسان كالاو كان على درجة من المعرفة وكان يُجيد استخدام الأدوات الحادة وتسخيرها في قضاء حاجياته الضرورية من مأكل ومشرب ودفاع عن النفس وما إلى ذلك. وما عثور الباحثين على الأدوات الحجرية التي تتمثل أساسا في عظام حيوان الغزال الحادة وخنازير مذبوحة إلا دليل على ذلك.

## وصلات خارجية
- معلومات إضافية حول إنسان كالاو والتسلسل الزمني لحياته – سميثسونيان والمتحف الوطني للتاريخ الطبيعي (أغسطس 2016).